# كلب مالطي
الكلب المالطي هو كلب من جزيرة مالطا أبيض قصير كثيف الشعر.

## المصدر
- كتاب "حلوة يا حيوانات مصر ((سادسا)) الكلب"